# Fântâna, Hunedoara
Fântâna este un sat în comuna Lunca Cernii de Jos din județul Hunedoara, Transilvania, România.